# Nestlé
Koordinaten: 46° 28′ 1″ N, 6° 50′ 6″ O; CH1903: 553633 / 146359

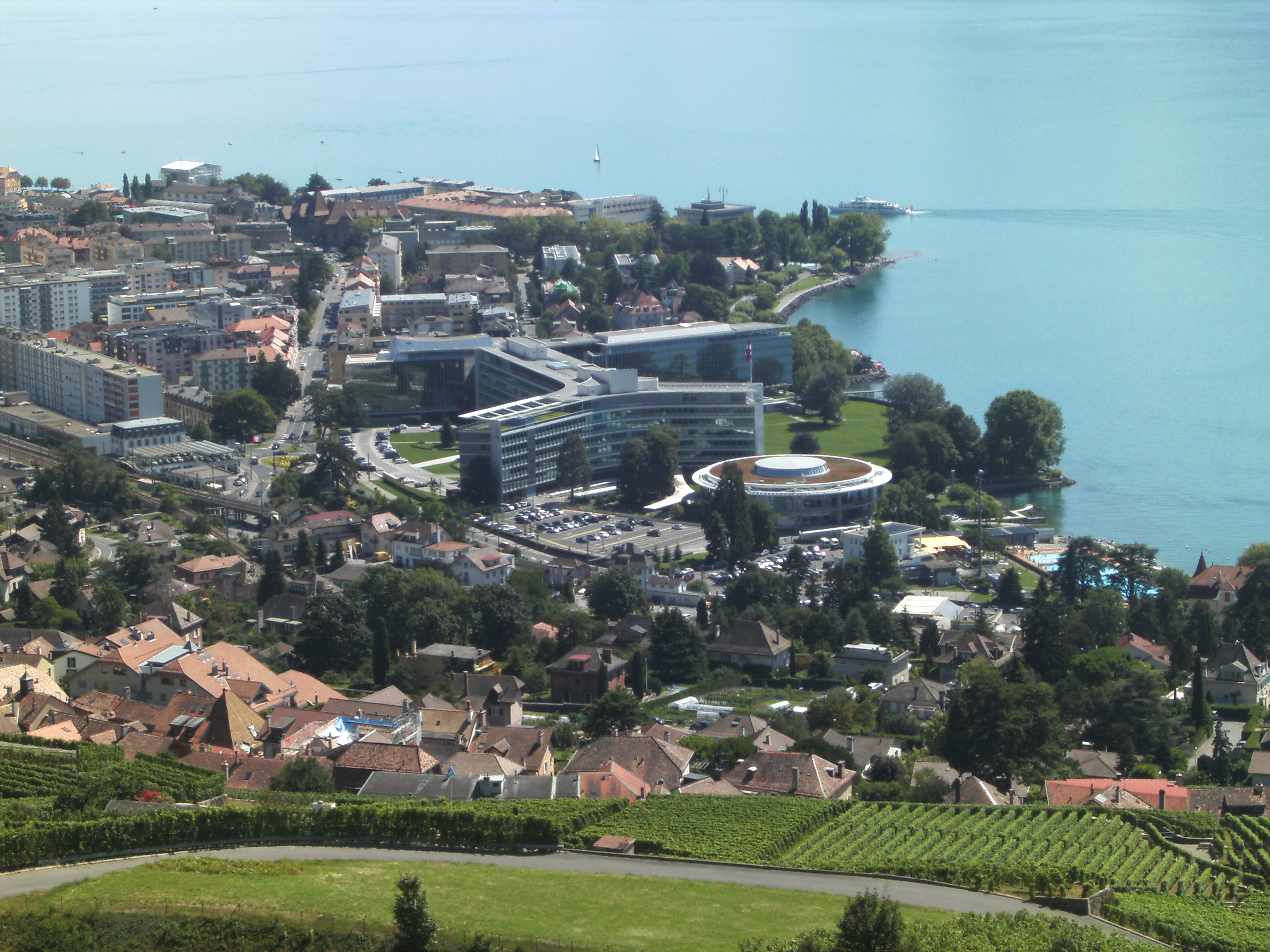
Nestlé-Hauptsitz in Vevey

Nestlé-Kindermehl in einer Annonce von 1898

Die Nestlé S.A. (Aussprache deutsch: [ˈnɛstlə] anhörenⓘ oder [nɛstˈleː]) ist der weltgrösste Nahrungsmittelhersteller und das grösste Industrieunternehmen der Schweiz. Die Hauptverwaltung befindet sich in Vevey.
Der Konzern befindet sich vollständig im Streubesitz.
Mit einem Umsatz von 104,48 Milliarden US-Dollar bei einem Gewinn von 10,29 Milliarden US-Dollar steht Nestlé laut den Forbes Global 2000 auf Platz 47 der weltgrössten Unternehmen (Stand: April 2022). Auch laut den Fortune Global 500 gehört es zu den 100 umsatzstärksten Unternehmen weltweit (Stand: Geschäftsjahr 2017). Im Juni 2022 war Nestlé in der Liste der grössten Unternehmen in der Schweiz auf dem 5. Rang vertreten.
Wegen vieler Umweltvergehen, des Vorwurfs der Wasserausbeutung, der Regenwaldzerstörung und ungesunder Säuglingsnahrung steht die Unternehmenspolitik von Nestlé immer wieder in der Kritik.

## Unternehmen
2021 betrug der Umsatz von Nestlé knapp 87,1 Milliarden CHF, und es konnte, aufgrund eines Beteiligungsverkaufs, ein Reingewinn von 16,9 Milliarden CHF erzielt werden. Der Konzern beschäftigte 2021 weltweit etwa 276'000 Mitarbeiter.
2023 erwirtschaftete der Konzern einen Umsatz von 93,0 Milliarden CHF sowie einen Reingewinn von 11,2 Milliarden CHF und beschäftigte 270'000 Mitarbeiter.
2018 erwirtschaftete der Konzern einen Umsatz von 91,4 Milliarden CHF und einen Reingewinn von 13,8 Milliarden CHF. Nestlé betreibt 447 Produktionsstätten, ist in 190 Ländern aktiv und beschäftigt insgesamt rund 309'000 Mitarbeiter. Der Umsatz in Europa, dem Nahen Osten und in Nordafrika betrug 26,9 Milliarden CHF (29,4 % des weltweiten Umsatzes 2018), davon in Deutschland 2,752 Milliarden CHF (3,0 %), in der Schweiz 1,241 Milliarden CHF (1,3 %).
Der weltweite Umsatz (2018) nach Produktkategorien gliedert sich wie folgt:
24 % Getränke in flüssiger und Pulverform
18 % Nutrition- und Gesundheitsprodukte
14 % Milchprodukte und Speiseeis
14 % Produkte für Heimtiere
13 % Fertiggerichte und Produkte für die Küche
9 % Süsswaren
8 % Wasserprodukte
Zu den bedeutenden Gemeinschaftsunternehmen zählen die Cereal Partners Worldwide (CPW), ein 1990 gegründetes 50/50-Joint Venture zusammen mit General Mills, USA, für Frühstücksgetreideprodukte ausserhalb der USA, sowie das Gemeinschaftsunternehmen Beverage Partners Worldwide (BPW) mit Coca-Cola für den Vertrieb von Tee-Getränken mit Fokus auf Europa und Kanada.

### Führung
Von Anfang 2017 bis im August 2024 war Ulf Mark Schneider Geschäftsführer (CEO) von Nestlé. Ab 23. August 2024 als Interimslösung und offiziell ab dem 1. September 2024 wurde er durch den Franzosen Laurent Freixe ersetzt, der bis dahin das Lateinamerika-Geschäft des Konzerns führte und eine langjährige Konzernzugehörigkeit aufweist.
Die Führung erfolgt für die meisten Produkte nach Geografie respektive nach Ländern. Die Leiter der drei Regionen Europa, Amerikas sowie Asien, Ozeanien und Afrika sind Mitglieder der Konzernleitung. Davon ausgenommen sind folgende, davon getrennt global geführte Produktbereiche:
- Nestlé Waters (Wasser)
- Nestlé Nutrition (Säuglingsnahrung)
- Nespresso (Kaffee)
- Nestlé Professional (Gastronomie)
- Nestlé Health Science (Behandlung chronischer Krankheiten über Ernährung)

Die Leiter der in Fettschrift aufgeführten Einheiten sind ebenfalls Mitglieder der Konzernleitung. Die Ergebnisse von Waters und Nutrition werden im Geschäftsbericht getrennt ausgewiesen.

### Präsident des Verwaltungsrates
- Mai 1973 bis April 1982: Pierre Liotard-Vogt
- 1982 bis 1990: Arthur Fürer[18]
- Juni 1990 bis Mai 2000: Helmut Maucher
- 2000 bis 2005: Rainer E. Gut
- April 2005 bis April 2017: Peter Brabeck-Letmathe
- seit April 2017: Paul Bulcke

## Geschichte

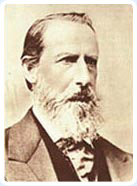
Gründer Heinrich Nestle (seit 1839: Henri Nestlé)

Der 1814 in Frankfurt am Main geborene Heinrich Nestle ging nach einer Apothekerlehre in die Schweiz und legte dort den Grundstein für eine bemerkenswerte Karriere. 1866 hatten die Brüder Charles A. Page und George Page in Cham im deutschsprachigen Teil der Schweiz die Anglo-Swiss Condensed Milk Company gegründet, einen Teil der späteren Firma. 1867 gelang es Heinrich Nestle, ein lösliches Milchpulver herzustellen, das Säuglingen als Muttermilchersatz gegeben werden konnte (Nestlé Kindermehl). Als Verpackung wurden Dosen verwendet, die vor allem kondensierte Kuhmilch und Zwieback enthielten. In der Werbung wurde die Schweizer Herkunft in den Vordergrund gestellt, und es wurde anstelle von Lebensmittelhändlern von Apothekern und Ärzten verkauft.
Die Farine Lactée Henri Nestlé lk.A. war von ihm 1866 gegründet worden.
Als Unternehmenslogo verwendete er sein Familienwappen. Sein Familienname bedeutet im Schwäbischen «kleines Nest». Das Familienwappen mit der Brutpflege war passend für sein erstes Produkt und ist bis heute Unternehmenswappen. Mit Beginn seines Lebens in der Schweiz änderte er seinen Namen von Heinrich Nestle zu Henri Nestlé.
1875 verkaufte Henri Nestlé alles und zog sich ganz aus dem Unternehmen zurück. Damals wurden über eine Million Dosen pro Jahr produziert und in 18 Länder auf fünf Kontinenten verkauft.

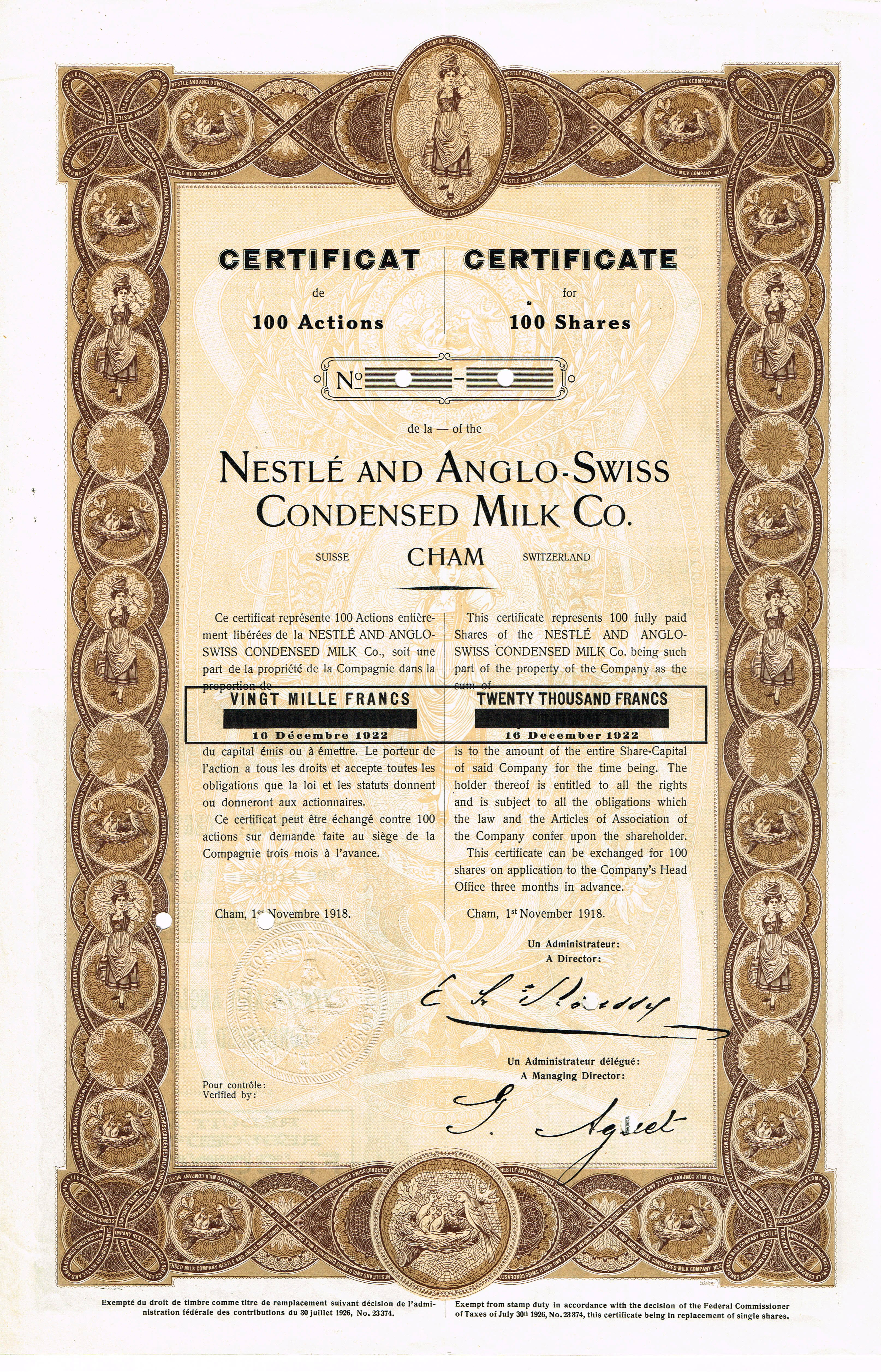
Zertifikat über 100 Aktien der Nestlé and Anglo-Swiss Condensed Milk Co. vom 1. November 1918

1898 wurde die erste ausländische Fabrik übernommen, ein Milchpulverwerk in Norwegen. 1905 fusionierte Nestlé mit der damals deutlich grösseren Anglo-Swiss Condensed Milk Company in Cham ZG. Der Markenname Nestlé wurde aber wegen der grösseren Bekanntheit in der Bevölkerung beibehalten. 1929 schlossen sich die Schokoladeproduzenten Peter, Cailler, Kohler und Nestlé zusammen, wiederum setzte sich der Name Nestlé durch. Die Vermarktung löslichen Kaffees (Nescafé) ab dem Jahr 1938 brachte dem Unternehmen grosse Gewinne. 1947 folgte die Fusion mit der Maggi AG und der Namenswechsel zu Nestlé AG. Es folgten weitere Übernahmen: 1963 die Findus AG und 1971 Ursina-Franck AG (siehe dazu auch Johann Heinrich Franck, Caro-Kaffee, Thomy und Bärenmarke). Der Unternehmensname wurde nun in Nestlé S.A. geändert.
1974 erwarb das Unternehmen, unter der Führung von Pierre Liotard-Vogt, 51 % an der Holdinggesellschaft Gesparal und damit erstmals Anteile an einem Non-Food-Unternehmen. Die Gesparal hielt 53,7 % der Aktien des Kosmetikunternehmens L’Oréal. 2004 wurde die Gesparal mit L’Oréal fusioniert, und Nestlé hält nun 20,11 % des Unternehmens. 1981 wurde Galderma als Joint Venture von Nestlé und L’Oréal gegründet.
2014 übernahm Nestlé den 50-%-Anteil von L’Oréal, Galderma ist seither Teil der neuen Sparte Nestlé Skin Health. Die Marke Bübchen gehörte von 1983 bis 2019 zum Konzern.
Mit Alcon erfolgte 1977 eine weitere Non-Food-Übernahme für 280 Millionen US-Dollar. 2002 entschloss sich Nestlé, 24 % der Alcon-Aktien an der Börse zu notieren, ehe Novartis 2008 rund 25 % und 2010 die restlichen 52 % der von Nestlé gehaltenen Aktien für ca. 11 bzw. 28,3 Milliarden USD erwarb. Der Gesamterlös für Nestlé aus diesen Verkäufen betrug etwa 41 Milliarden US-Dollar.
1985 erfolgte die nächste Übernahme in der Nahrungsmittelindustrie – für drei Milliarden US-Dollar wurde der US-Konzern Carnation übernommen.
1986 wurde die eigenständig geführte Nestlé Nespresso S.A. gegründet.
1988 folgte die Übernahme des britischen Schokoladen- und Süsswarenkonzerns Rowntree Mackintosh sowie des italienischen Teig- und Süsswarenkonzerns Buitoni. Mit der Übernahme von Perrier und Sanpellegrino stieg Nestlé in den 1990er-Jahren in den Mineral- und Tafelwassermarkt ein.
2002 übernahm Nestlé den amerikanischen Tierfutterkonzern Ralston Purina für 10,3 Mrd. US-Dollar und integrierte ihn als Nestlé Purina PetCare in den Konzern.
Nestlé wurde dadurch weltweit Marktführer im Bereich Tiernahrung für Hunde- und Katzenfutter. In Deutschland liegt Nestlé mit ca. 20 % Marktanteil jedoch noch hinter Mars (39 %) zurück. Ebenfalls 2002 wurde die Schöller-Holding (Schöller- und Mövenpick-Eis) von den bisherigen Gesellschaftern Südzucker AG und der Familie Schöller übernommen.
Im selben Jahr veräusserte Nestlé das Maggi-Areal in Kemptthal, zusammen mit der Aromenproduktion, an Givaudan.
Im Juni 2002 gab Nestlé bekannt, in den USA seine Speiseeissparte mit dem grössten Speiseeishersteller der USA Dreyer’s zu fusionieren und dadurch 67 % an dem neuen, vergrösserten Unternehmen zu übernehmen. 2006 übernahm Nestlé schliesslich Dreyer’s zu 100 % und wurde damit Weltmarktführer im Speiseeisgeschäft.
Ende 2004 übernahm die deutsche Nestlé 49 % der Wagner Tiefkühlprodukte GmbH, um sich auf dem deutschen Markt im Bereich der Tiefkühlpizzen gegen die Konkurrenten Dr. Oetker und die Freiberger-Gruppe zu positionieren.
Anfang 2010 übernahm Nestlé bei Wagner mit 74 % schliesslich die Mehrheit. Seit 2012 hält Nestlé alle Anteile am Unternehmen.

Logo von Nestlé-Schöller

Aus strategischen Gründen verkaufte Nestlé Schöller zum 1. Januar 2007 die Produktion von Handelsmarken-Eis (für Aldi, Lidl, Penny etc.) an den Standorten Nürnberg und Prenzlau an die Rosen Eiskrem GmbH.
Im September 2006 gab die Europäische Kommission ihr Einverständnis für ein zum Jahresende 2006 beginnendes Joint Venture von Nestlé (40 %) mit Lactalis (60 %) im Bereich Frischeprodukte unter dem Namen Lactalis Nestlé Produits Frais (LNPF). Das Kooperationsprojekt erstreckt sich auf (damals) acht EU-Staaten (Frankreich, Belgien, Luxemburg, Vereinigtes Königreich, Irland, Spanien, Italien, Portugal) sowie die Schweiz. Durch diese Aktion bleibt Nestlé auf dem ersten Platz in der weltweiten Milchindustrie vor Lactalis, Dean Foods (USA) und Danone (Frankreich).
Im April 2007 übernahm Nestlé für 5,5 Milliarden US-Dollar den US-amerikanischen Kindernahrungshersteller Gerber vom Pharmakonzern Novartis. Damit wurde Nestlé im Bereich Säuglingsnahrung nicht nur in den USA zur Nummer 1, dem hierfür grössten nationalen Markt, sondern auch weltweit.
Seinen 77-Prozent-Anteil am Augenpflegemittel-Hersteller Alcon verkaufte Nestlé in zwei Tranchen komplett an Novartis: 2008 wurden 24,8 % für 10,4 Milliarden Dollar veräussert, 2010 dann die restlichen 52 % für rund 28,3 Milliarden Dollar. Damit erlöste Nestlé für diese Beteiligungen insgesamt 38,7 Milliarden Dollar.
Am 5. Januar 2010 gab Nestlé die Übernahme des Tiefkühlpizza-Geschäfts des US-Nahrungsmittelkonzerns Kraft Foods (seit 2012: Mondelēz International) für 3,7 Milliarden US-Dollar bekannt. Hierzu gehören unter anderem die Marken DiGiorno, Tombstone, California Pizza Kitchen, Jack’s und Delissio. Damit wurde Nestlé auch im Marktsegment Tiefkühlpizzen zum Weltmarktführer. Im August 2010 erwarb Nestlé das britische Pharmaunternehmen Vitaflo, das sich auf Nahrungsergänzungsmittel für Menschen mit Stoffwechselerkrankungen spezialisiert hat.
Im April 2012 kaufte Nestlé die Babynahrungssparte des US-Pharmakonzerns Pfizer, um sein Engagement auf den schnell wachsenden Märkten für Babynahrung in Schwellen- und Entwicklungsländern weiter auszubauen.
Im Rahmen des Pferdefleischskandals 2013 wurde bei eigenen Kontrollen Spuren von Pferdefleisch in Produkten der Tochterfirma Buitoni nachgewiesen. Nestlé nahm die betroffenen Produkte daraufhin vom Markt.
Am 19. Januar 2016 kündete das Unternehmen an, dass eine Partnerschaft mit dem Onlinehändler Alibaba eingegangen wurde. Der Konzern will damit deren E-Commerce-Aktivitäten ausweiten.
Am 17. Januar 2018 wurde bekannt, dass Nestlé das US-Süsswarengeschäft an Ferrero abgibt.
Am 28. März 2018 gab Nestlé bekannt, sich von dem Wassergeschäft in Brasilien zu trennen. Die Marken «São Lourenço» und «Petrópolis», drei Werke sowie verschiedene Vertriebslizenzen würden von Indalá Minalba, einer Tochter der Grupo Edson Queiroz, übernommen. Damit trennt sich das Unternehmen auch von den Lizenzen für «Pureza Vital» und den Vertriebsrechten von Perrier, S.Pellegrino und Acqua Panna für Brasilien. Die Transaktion müsse von den Wettbewerbsbehörden genehmigt werden, heisst es weiter. Ein Kaufpreis wurde dabei nicht genannt.
Am 7. Mai 2018 wurde die Zusammenarbeit mit Starbucks bekannt gegeben. Nestlé übernimmt weltweit die Rechte für die Vermarktung der Konsum- und Gastronomieprodukte von Starbucks für 7,15 Milliarden Dollar in bar.
Im Oktober 2019 veräusserte das Unternehmen seine Hautpflegesparte Nestlé Skin Health für 10,2 Milliarden Franken (damals 9,4 Milliarden Euro) an ein Konsortium um den Finanzinvestor EQT und die Abu Dhabi Investment Authority. Die Sparte, die im Schwerpunkt Sonnenschutz, Akne- und Antifaltenmittel, Hautkrebs- und Nagelpilzmedikamente produziert, bestand zum Grossteil um das Unternehmen Galderma, das 1981 in Lausanne als Gemeinschaftsunternehmen mit L’Oréal gegründet worden war. Im Dezember 2019 verkaufte Nestlé sein US-Geschäft in der Speiseeissparte für vier Milliarden Dollar an den Lebensmittelhersteller Froneri. Das Speiseeisgeschäft von Nestlé USA erwirtschaftete mit Marken wie Häagen-Dazs, Drumstick und Outshine 2018 einen Umsatz von 1,8 Milliarden Dollar.
2022 übernahm Nestlé etwa 85 Prozent der Anteile vom Gewürz-Start-up Ankerkraut und wurde damit Mehrheitsaktionär in dem Unternehmen. Die restlichen 15 Prozent der Anteile blieben im Besitz des Managements und der Gründer.
Anlässlich des Veganuary 2023 bot Nestlé die «Thomy Geniesser Hollandaise» sowie die vegetarischen Frikadellen von Garden Gourmet in einer veganen Variante an. Auch eine vegane KitKat-Version wurde in diesem Rahmen beworben, diese war jedoch schon im September des vorigen Jahres erhältlich.

## Marken
Durch zahlreiche Fusionen und Zukäufe gehören zum Nestlé-Konzern eine Vielzahl bekannter Marken.
Nestlé verfügt weltweit laut verschiedenen eigenen Angaben über 2'000 Marken.

## Unternehmensführung

### Lieferkettenmanagement
Nestlé erkennt an, dass bedeutende Umweltauswirkungen und -risiken – etwa im Wasserbereich – vom Bezug seiner landwirtschaftlichen Rohstoffe ausgehen. Das unternehmenseigene Programm zur Rückverfolgbarkeit in verantwortungsvollen Lieferantenbeziehungen (Responsible Sourcing Traceability Program) enthält mehrere Komponenten:
1. ein Überprüfungsprogramm für die unmittelbaren Lieferanten (tier 1; Audit Programme),
2. ein Farmer Connect-Programm; nach unabhängig rezipierten Angaben hat Nestlé allein 690'000 landwirtschaftliche Betriebe in der Lieferkette,[65]
3. verpflichtende Vorgaben für die Lieferanten (The Nestlé Supplier Code),[67]
4. ergänzende Empfehlungen für verantwortliche Lieferbeziehungen (Nestlé Responsible Sourcing Guideline)[68].

Die Vorgaben des Supplier Code richten sich nicht nur an unmittelbare Lieferanten, sondern auch an Unterlieferanten und Unterauftragnehmer innerhalb der gesamten Lieferkette.
Für den Bezug von Kakaorohstoffen ist eine Rückverfolgbarkeit bis zur Ebene einzelner Bauerngruppen geplant; Rückverfolgbarkeitsanstrengungen wurden 2012 nach Unternehmensangaben auch für Kaffee, Milchprodukte, Eier, Fisch und Meeresfrüchte, Haselnüsse, Fleisch, Palmöl, Papier und Karton, Geflügel, Soja, Zucker und Vanille entweder unternommen oder waren in Entwicklung.
Als Anreiz für die Lieferanten, «nachhaltigere Praktiken einzuführen», zahlt Nestlé Trainings- und Ausbildungsmassnahmen oder bei festgestellten Mängeln eingeforderte Verbesserungsprogramme.

### Ethisches Handeln
Trotz der anderslautender Kritik wurde Nestlé 2011 in den Aktienindex FTSE4Good aufgenommen, der Wertpapiere enthält, die ein ethisches Investment ermöglichen sollen.
In den Jahren 2013 bis 2016 bewertete Oxfam die Nachhaltigkeitsanstrengungen verschiedener grosser Lebensmittelunternehmen (Behind the Brands Scorecard). Bewertet wurde das von den Unternehmen demonstrierte Problembewusstsein, Selbstverpflichtungen, Expertise und Wissen sowie die entsprechende Kontrolle der eigenen Zulieferer, jeweils im Hinblick auf die Themengebiete Landrechte und -nutzung, Umgang mit der Ressource Wasser, Klimafolgen, Umgang mit Frauen und Kleinbauern sowie Unternehmenstransparenz.
2013 und 2014 lag Nestlé auf dem vordersten Platz, 2015 und 2016 lag es hinter Unilever auf Platz zwei.
Die Leiterin der Behind-the-Brands-Kampagne sagte im September 2015: «All das sind grundsätzliche Verpflichtungen, und wir sehen Fortschritte, weil Nachhaltigkeit im Lebensmittelbereich neu ist. Die grosse Herausforderung für die Unternehmen ist jetzt, den Worten Taten folgen zu lassen, das auch praktisch umzusetzen.»

## Kritik

### Allgemeine ethische Kritik
2007 wurden Aktionäre und verantwortliche Manager des Nestlé-Konzerns von der Stiftung Ethik & Ökonomie ethecon mit dem Negativpreis Black Planet Award für «herausragende Verantwortung bei Zerstörung und Ruin unseres Blauen Planeten hin zu einem Schwarzen Planeten» ausgezeichnet.

### Babynahrung
In den 1970er- und 1980er-Jahren wurden Nestlé und andere Unternehmen für ihre Vermarktung von Säuglingsnahrung in Entwicklungsländern kritisiert, etwa durch den Film Flaschenkinder. Nestlé wurde vorgeworfen, aggressive Verkaufsmethoden anzuwenden, etwa Verkaufspersonal als Krankenschwestern zu verkleiden und Gratismuster zu verteilen, deren Verwendung bei damit einhergehender Einstellung des Stillens zum Versiegen der Muttermilch führt. Damit wurden Mütter dauerhaft von den teuren Produkten abhängig gemacht, die jedoch für Teile der Bevölkerung unerschwinglich waren; zudem wurden gesundheitliche Schäden und Tod von Säuglingen durch Zubereitung mit verschmutztem Wasser in Kauf genommen.
Als die Arbeitsgruppe 3. Welt Bern 1974 die Studie Nestlé tötet Babys zum Thema herausgab, klagte Nestlé dagegen wegen Ehrverletzung. Als ehrverletzend empfand das Unternehmen den Titel sowie die Angaben, Nestlé sei verantwortlich für den Tod tausender Säuglinge, Nestlés Verhalten sei unethisch und Nestlé-Verkaufspersonal werde als Krankenschwestern verkleidet. Der «Nestlé-Prozess» endete 1976 mit einer Geldbusse wegen des Studientitels und Freispruch in den übrigen Punkten sowie einer Ermahnung des Richters an Nestlé, seine Marketingpraktiken zu überdenken.
Auch der Dokumentarfilm «Flaschenkinder» (1975) von Peter Krieg berichtete von den Auswirkungen der Propagierung künstlicher Säuglingsnahrung durch multinationale Lebensmittelkonzerne in Ländern der «Dritten Welt».
Ab 1977 riefen mehrere Organisationen zum Boykott von Nestlé-Produkten auf.
Nachdem sich das Unternehmen 1984 dazu bereit erklärt hatte, den 1981 von der WHO und UNICEF verabschiedeten Internationalen Kodex für die Vermarktung von Muttermilchersatzprodukten einzuhalten, wurde der Boykott zunächst aufgehoben, 1989 aber wieder erneuert.
Der ehemalige Mitarbeiter Syed Aamir Raza Hussain veröffentlichte 1999 in Zusammenarbeit mit der Organisation Baby Milk Action einen Bericht, in dem Nestlé vorgeworfen wird, in Pakistan weiterhin Anreize für Ärzte zu setzen, Müttern Babymilchprodukte anstelle des Stillens zu empfehlen. Nestlé bestritt dies. Der 2014 erschienene Film Tigers des bosnischen Oscarpreisträgers Danis Tanović behandelt dieses Thema.
Dem Gründer des US-amerikanischen Ethics and Public Policy Center wird vorgeworfen, von Nestlé 25'000 Dollar entgegengenommen zu haben, woraufhin ein Bericht über die Geschäftspraktiken in Entwicklungsländern zurückgezogen und stattdessen positive Berichte über Nestlé veröffentlicht wurden.
In China wurde Nestlé 2011 beschuldigt, Krankenhausmitarbeiter bezahlt zu haben, um Krankenunterlagen zu erhalten und Babymilchprodukte zu vermarkten.
In der Folge wurden sechs Mitarbeiter zu Freiheitsstrafen von bis zu sechs Jahren verurteilt.
Ebenfalls 2011 riefen 19 Organisationen, zu denen Save the Children, Oxfam, CARE International, Plan International und World Vision gehörten, zu einem Boykott gegen Nestlé aufgrund des Marketings von Babymilchprodukten durch Einflussnahme auf Krankenschwestern und Ärzte in Laos auf.
Nestlé bestritt die Vorwürfe und veranlasste eine Untersuchung durch Bureau Veritas, die zu dem Schluss kam, dass nur in wenigen Fällen Werbematerial verteilt worden war, das den Anforderungen der WHO und lokalen Richtlinien nicht entsprach.
Eine Ausgabe der Sendung Markencheck des Ersten Deutschen Fernsehens wies im Jahre 2015 auf auffällige Werbung für Milchpulver auf den Philippinen für ältere Kinder durch die Nestlé-Tochter Wyeth hin. Nestlé bestritt, dass diese Werbung zu einer zunehmenden Verbreitung von Milchersatz führe.
Aktion gegen den Hunger und Campact führten 2022 eine Unterschriftenaktion durch: «Nestlé: Stopp deine Werbung für künstliche Babymilch und halte dich an den Milchkodex der Weltgesundheitsorganisation!»
Nestlé wird vorgeworfen, nach wie vor mit irreführenden Werbeaussagen Mütter auf der ganzen Welt zu verunsichern und zugunsten von künstlicher Babynahrung und Milchpulver vom Stillen abzuhalten. Insbesondere im globalen Süden sei dies gefährlich, da Babymilch aufgrund des mangelnden Zugangs zu sauberem Wasser nicht hygienisch sicher zubereitet werden kann.
Nestlé verstosse so weiterhin gegen den «Milch-Kodex» der Weltgesundheitsorganisation (WHO) von 1981 und erziele zugleich Milliardengewinne.
Die Institutionen beziehen sich unter anderem auf eine umfangreiche Studie der Access to Nutrition Initiative (ATNI), die 2021 die Übereinstimmung der Marketingmassnahmen des Weltmarktführers Nestlé mit dem UN-Babymilch-Kodex nach Untersuchungen in Mexiko und den Philippinen mit lediglich 57 % bewertete.

### Gentechnik
Nestlé wurde wegen der Verwendung gentechnisch veränderter Zutaten kritisiert. 1999 wurde der Schokoriegel Butterfinger mit gentechnisch veränderten Bestandteilen nach mangelndem Erfolg vom deutschen Markt genommen. Zuvor war es zu Protesten von Greenpeace gekommen.
Im Jahre 2010 wurden – nach Nestlé-Angaben für den US-Markt produzierte und unabhängig importierte – Schokoriegel Butterfinger und BabyRuth im deutschen Einzelhandel entdeckt. Für den europäischen Markt verwendet Nestlé nach eigenen Angaben keine gentechnisch veränderten Rohstoffe.

### Kinderarbeit, Menschenhandel und Zwangsarbeit

#### Kakao-Anbau
Parallel zum Preisverfall von Kakao zwischen 1980 (ca. 5'000 USD/Tonne) und 2000 (ca. 1'200 USD/Tonne) wurden in Westafrika vermehrt Kinder auf kleinbäuerlichen Kakaoplantagen zur Kakaoernte eingesetzt.
Verschiedene Berichte belegen Arbeits- und Lebensbedingungen, die moderner Sklaverei nahekommen, sowie verbreiteten Menschen- und Kinderhandel.
Nestlé bezieht über ein mehrstufiges Netzwerk von Zwischenhändlern Kakao von kleinbäuerlichen Plantagen, u. a. aus der Elfenbeinküste. Nestlé wurde vorgeworfen, zu wenig zur Verbesserung der Zustände auf den Kakaoplantagen zu unternehmen. Im September 2001 unterzeichnete Nestlé das Harkin-Engel-Protokoll, in dem Massnahmen festgelegt wurden, die zur Beseitigung der schlimmsten Formen von Kinderarbeit bzw. -sklaverei in der Kakaoindustrie führen sollten. In der Folge wurde unter anderem die International Cocoa Initiative gegründet, die gegen Kinderarbeit und Zwangsarbeit im Kakaoanbau vorgehen soll.
Nachdem die im Harkin-Engel-Protokoll vorgesehenen Fristen zur Lösung des Problems ohne grundlegende Besserung verstrichen waren, reichten der International Labor Rights Fund (ILRF) und die Kanzlei Wiggins, Childs, Quinn & Pantazis, LLC 2005 Klage ein gegen verschiedene Firmen, darunter auch Nestlé S.A und Nestlé U.S.A., wegen Kinderhandel, Folterung und erzwungener Kinderarbeit. Sie betrifft Kinder im Alter von 12 bis 14 Jahren, die aus Mali in die Elfenbeinküste verschleppt worden waren und gezwungen wurden, dort bis zu 14 Stunden täglich ohne Lohn, ohne ausreichende Ernährung und Schlaf und unter häufiger physischer Gewalt zu arbeiten.
Im September 2010 wurde die Klage vom U.S. District Court for the Central District of California abgewiesen. Der United States Court of Appeals for the Ninth Circuit hob diese Entscheidung zwar wieder auf, der Oberste Gerichtshof lehnte es 2016 jedoch ab, die Berufung zur Entscheidung anzunehmen.
Der 2010 in der ARD ausgestrahlte Film Schmutzige Schokolade (Originaltitel The Dark Side of Chocolate) kommt zum Schluss, dass «die Schokoladenindustrie Kinderhandel und Kinderarbeit zumindest duldet» und dass die arbeitenden Kinder typischerweise 12 bis 15 Jahre alt sind.
Auch die österreichischen Enthüllungsjournalisten Klaus Werner Lobo und Hans Weiss warfen dem Konzern «Ausbeutung und Kindersklaverei» auf den Kakaoplantagen an der Elfenbeinküste vor.
2012 kritisierte die Fair Labor Association, dass Nestlé keine ausreichenden Kontrollen durchführt.
Ein Bericht der Tulane-Universität von 2015 stellte fest, dass Kinderarbeit zwischen 2008/2009 und 2013/2014 in Ghana und der Elfenbeinküste insgesamt deutlich zugenommen hat.
Eine Studie im US-amerikanischen Magazin Fortune kam 2016 zu dem Schluss, dass immer noch etwa 2,1 Millionen Kinder in westafrikanischen Ländern die körperlich anstrengende Kakaoernte ausführen. Ein durchschnittlicher Kleinbauer in Ghana verdiene in der Saison 2013/14 nur 84 Cent am Tag, in der Elfenbeinküste seien es 50 Cent. Der Massstab der Weltbank für extreme Armut lag damals bei einem Tageseinkommen von weniger als 1,9 Dollar.
2019 teilte Nestlé mit, dass nicht garantiert werden könne, dass der angekaufte Kakao nicht von Kindern unter sklavenähnlichen Bedingungen erzeugt werde, da es nur bei 49 % der eingekauften Menge möglich sei, die Herkunft der Ware bis zum Produzenten nachzuvollziehen. Die Washington Post stellte fest, dass die Selbstverpflichtungen der Schokoladenindustrie aus dem Jahr 2001 und die festgesetzte Frist nicht eingehalten wurden und dass wohl auch 2020 nicht damit zu rechnen sei.
2021 wurden Nestlé, Barry Callebaut, Cargill, Mars Incorporated, Olam International, The Hershey Company und Mondelez International von acht ehemaligen Kindersklaven aus Mali angeklagt, ihre Versklavung in der Elfenbeinküste begünstigt und wissentlich in Kauf genommen zu haben.

#### Fischereiindustrie
Nach Kritik der Internationalen Arbeitsorganisation an der Arbeitssituation in der thailändischen Fischereiindustrie im Jahr 2013 beauftragte Nestlé eine unabhängige Überprüfung seiner Lieferkette. Im August 2015 reichten Käufer von Katzenfutter der Nestlé-Marke Purina eine zivilrechtliche Sammelklage (class action) gegen zwei US-Firmen von Nestlé wegen Bruchs kalifornischer Konsumentenschutzgesetze ein. Nestlé wisse um billige sklavereiähnliche Arbeitsbedingungen in seiner Lieferkette. Die von Nestlé beauftragte Überprüfung kam Ende 2015 zum Ergebnis, dass es «Hinweise auf Zwangsarbeit, Menschenhandel und Kinderarbeit» in der Lieferkette gebe. Nestlé kündigte einen Aktionsplan an.

### Handelspraktiken
Im September 2011 lancierte die NGO Solidar Suisse eine Kampagne, in der sie die Nestlé-Marke Nespresso aufforderte, fair gehandelten Kaffee anzubieten. 2010 wurden 4,8 Milliarden Kaffeekapseln abgesetzt, und der Umsatz betrug 3,2 Milliarden Schweizer Franken. Im Zentrum der Kampagne stand die Parodie eines Nespresso-Werbespots mit George Clooney.
Der Spot wurde innerhalb weniger Tage über 500'000 Mal auf YouTube angesehen. Nestlé verweigerte eine Stellungnahme.
2013 verhängte das Bundeskartellamt ein Bussgeld in Höhe von 20 Mio. Euro gegen Nestlé wegen illegaler Preisabsprachen mit Kraft Foods Group. Anschuldigungen zu Preisabsprachen bei Schokolade in Kanada wurden von Nestlé aussergerichtlich in einem Vergleich durch Zahlung von 9 Millionen Dollar beigelegt. In den USA läuft ein weiteres Verfahren.

### Tierversuche
Im August 2011 warf die Tierrechtsorganisation PETA Nestlé vor, für Tee der Marke Nestea bzw. dessen Inhaltsstoffe Tierversuche durchführen zu lassen. Die verwendeten Mäuse und Ratten würden nach ihrem Leiden enthauptet, obwohl diese Tierversuche für Getränkehersteller nicht gesetzlich vorgeschrieben seien.
Ausserdem hätten US-amerikanische und europäische Aufsichtsbehörden betont, dass Tierversuche als Nachweis für die gesundheitsfördernden Eigenschaften eines Getränkes oder Lebensmittels weder erforderlich seien noch diese ausreichend belegen könnten.

### Regenwaldzerstörung
Greenpeace veröffentlichte Anfang 2010 ein «provokantes Video», in dessen Begleittext Nestlé, dem Hersteller von Kitkat, vorgeworfen wird, Palmöl von Unternehmen zu beziehen, die den indonesischen Regenwald zerstören und den Orang-Utan an den Rand der Ausrottung brächten. Es begann eine grössere Social-Media-Kampagne gegen den Konzern. Nestlé stellte im März den Bezug von Palmöl von der kritisierten indonesischen Sinar Mas Group ein.
Im Jahr 2009 hatte Greenpeace Sinar Mas beschuldigt, an illegaler Abholzung und Trockenlegung von Mooren beteiligt zu sein. Nach Ansicht des Unternehmens konnten die Vorwürfe nach einer unabhängigen Prüfung unter Beteiligung der British Standards Institution zurückgewiesen werden.
Im Mai 2010 teilte Nestlé mit, dass man eine Allianz mit The Forest Trust eingehen werde. Zunächst sollten beim Einkauf von Palmöl strenge Sozial- und Umweltstandards eingehalten werden, danach auch bei Zellstoff und Papier. Greenpeace begrüsste dies, der Konzern bewege sich damit in die richtige Richtung. Die von Greenpeace initiierte «Kitkat-Kampagne» gilt (auch wegen der grossen Beteiligung von Verbrauchern) als bis dahin erfolgreichster Umweltprotest in den sozialen Medien.
Eine im September 2017 veröffentlichte Untersuchung der Nichtregierungsorganisation Mighty Earth stellte fest, dass ein Teil des von Nestlé aus den bedeutendsten Anbauländern, Elfenbeinküste und Ghana, bezogenen Kakaos von illegalen Rodungsflächen in Nationalparks und anderen geschützten Gebieten stammt. In einigen dieser Gebiete werden über 90 % der Fläche zum Kakao-Anbau genutzt. Nur noch 4 % der Fläche der Elfenbeinküste ist dicht bewaldet, und der Kakao-Import trägt auch zur grossflächigen Entwaldung in Ghana bei. Schimpansen kommen in der Elfenbeinküste nur noch in wenigen Rückzugsgebieten vor, und von ursprünglich mehreren hunderttausend Elefanten verbleiben heute nur noch wenige hundert.

### Trinkwasser als Handelsware

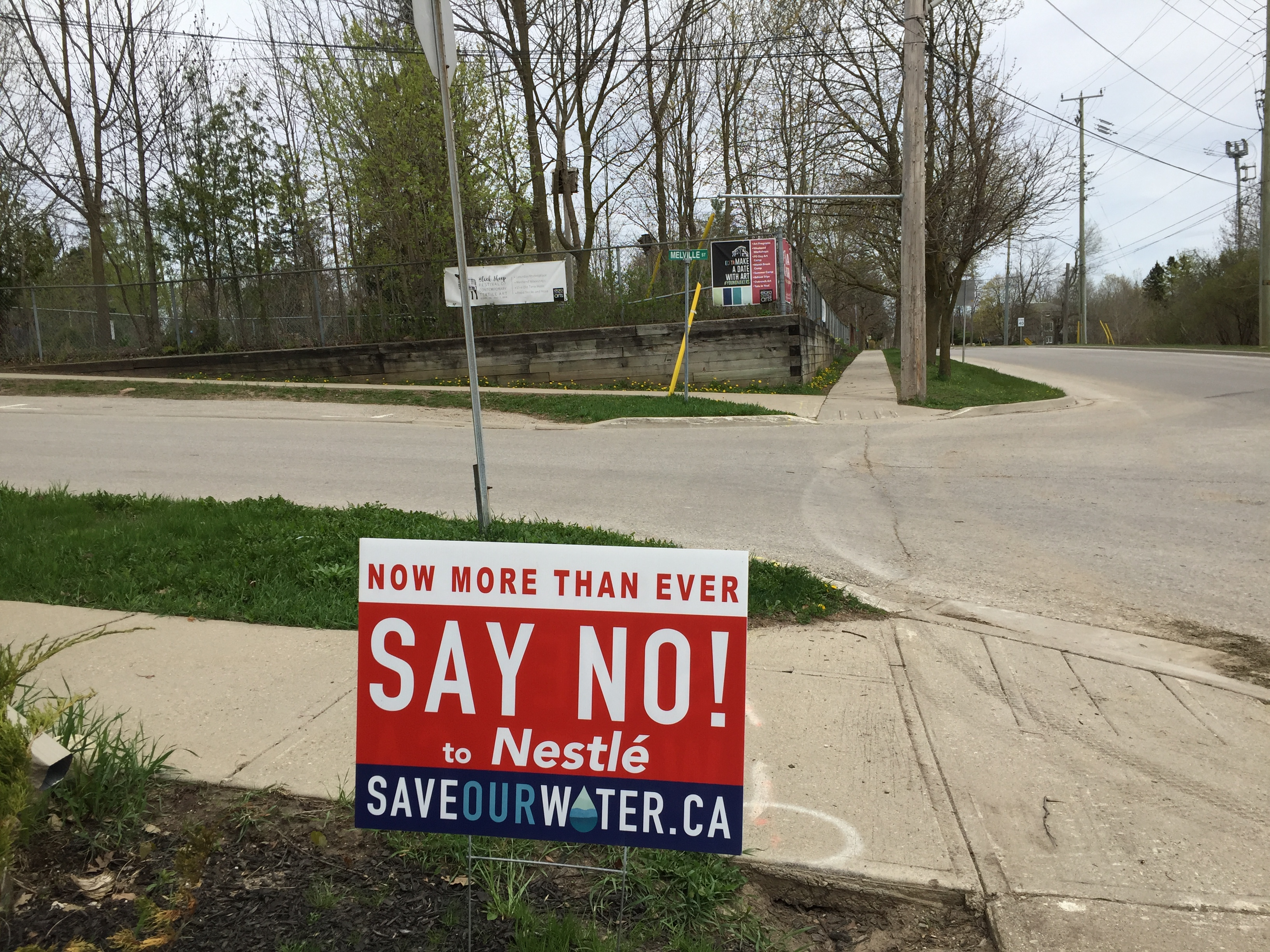
Protestschild gegen die Wasserentnahme von Nestlé in Elora, Ontario (Kanada)

Das Unternehmen hat weltweit Wasserrechte, vor allem in den am wenigsten entwickelten Ländern und denen der Dritten Welt erworben. Durch die dort von Nestlé betriebene Wasserförderung sinkt der Grundwasserspiegel in den betroffenen Ländern, und Brunnen trocknen aus.
Nestlé wird häufig dafür kritisiert, dass es das lebenswichtige Gut Wasser als Handelsware betrachtet.
1994 sagte der damalige CEO, Helmut Maucher: «Quellen sind wie Erdöl. Man kann jederzeit eine Schokoladenfabrik bauen, aber Quellen hat man oder hat man nicht.»
2005 sagte sein Nachfolger, Peter Brabeck-Letmathe, in einem Dokumentarfilm: «Ich halte die Sicht vieler Nichtregierungs-Organisationen für extrem, die der Meinung sind, dass Wasser als ein Menschenrecht erklärt werden sollte.»"
Auf dem zweiten Weltwasserforum im Jahr 2000 erreichte Nestlé durch Einflussnahme auf den World Water Council, dass der Zugang zu Trinkwasser nicht mehr als «Recht», sondern als «Bedürfnis» bezeichnet wurde.
Im Jahr 2008 erklärte Nestlé in ganzseitigen Anzeigen: «Die meisten Plastik-Wasserflaschen werden recycelt“, „Nestlé Pure Life ist eine gesunde und umweltfreundliche Wahl» und «In Flaschen abgefülltes Wasser ist das umweltgerechteste Verbraucherprodukt der Welt». Eine Gruppe von Umweltorganisationen bezeichnete die Werbekampagne als «Greenwashing» und reichte eine Beschwerde beim kanadischen Kontrollgremium der Werbebranche ein. In Nestlés Corporate Citizenship Report desselben Jahres wurde vom Unternehmen selbst festgestellt, dass die meisten Plastikflaschen nicht recycelt werden.
Im 2009 erschienenen Dokumentarfilm Abgefüllt wurde kritisiert, dass der Konzern ohne Rücksicht auf die Bevölkerung in ländlichen Gemeinden deren Wasser praktisch kostenlos abpumpen lasse und mit grossem Gewinn weiterverkaufe. Darüber hinaus belasteten die Plastikflaschen die Umwelt und stellten eine Gefahr für die Weltmeere dar. Plastikflaschen gäben Kunststoffpartikel an das Wasser ab, wodurch es ungesünder sei als Leitungswasser.
Etwas Lebensnotwendiges wie Wasser dürfe nicht zu einem reinen Wirtschaftsgut werden.
Im Jahr 2012 kam die Dokumentation Bottled Life – Nestlés Geschäfte mit dem Wasser in die Kinos, die sich mit der Vermarktung von in Flaschen abgefülltem Trinkwasser beschäftigt. Darin bezeichnete die Umweltaktivistin und ehemalige Chefberaterin der UNO in Fragen der Trinkwasserversorgung, Maude Barlow, Nestlé als ein «Raubtier auf der Suche nach dem letzten sauberen Wasser dieser Erde». Insbesondere in der Dritten Welt arbeite Nestlé auch mit korrupten Regierungen zusammen und fördere beispielsweise Grundwasser in von Armut betroffenen Gegenden und verkaufe es dann für teures Geld an die wohlhabende Oberschicht.
Auf dem Internetauftritt von Nestlé findet sich dazu die Aussage, im Film würden Tatsachen meist falsch dargestellt und es fehle an Objektivität.
2016 wurde Nestlé im Zusammenhang mit der Trinkwasserversorgungskrise in Flint (USA) kritisiert, und es wurde der Vorwurf erhoben, Nestlé habe Geldzuwendungen verschwiegen, mit denen Einfluss auf die Genehmigung zur Ausbeutung der Oxbow Springs in Oregon genommen werden sollte.
Im Millard Canyon am Fusse der kalifornischen San Bernardino Mountains fördert Nestlé Wasser aus Brunnen in einem Indianerreservat, obwohl lokal Wasserknappheit herrscht und die Genehmigung zur Wasserentnahme bereits 1988 ablief.
Dem zuständigen Behördenvertreter Zimmermann wurden verschiedene geschäftliche Beziehungen zu Nestlé nachgewiesen. Seit seiner Pensionierung arbeitet er als Berater für den Konzern.
In Frankreich wird Nestlé wegen der Senkung des Grundwasserspiegels durch die Abfüllung des Flaschenwassers Vittel kritisiert.

### Lebensmittelsicherheit
In Kolumbien werden Nestlé der Verkauf abgelaufenen Milchpulvers vorgeworfen.
2015 wurde in den USA gegen Nestlés Tochterfirma Purina Klage erhoben, durch die Verwendung von minderwertigem Propylenglycol («in Industriequalität») verantwortlich für den Tod von 3000 Hunden zu sein. Als Verunreinigung wurde Ethylenglycol nachgewiesen, was der typische Krankheitsverlauf (Magenblutungen mit folgendem Nierenversagen) bei den Tieren vermuten liess. Propylenglycol als Zusatz bei Trockenfutter bewirkt eine geschmeidige Struktur der Flocken.
Im Juni 2015 verbot die indische Behörde für Lebensmittelsicherheit (FSSAI) den Verkauf von Maggi-Fertignudeln wegen eines zu hohen Bleigehalts. Nestlé rief ungefähr 400 Millionen Packungen zurück und liess sie vernichten. Die indische Regierung klagte zudem auf 95 Millionen Franken Schadenersatz.
Im August 2015 hob das Hohe Gericht in Bombay das Verkaufsverbot auf.
Im November 2015 brachte Nestlé die Maggi-Fertignudeln wieder in den Verkauf. Ein Gericht verurteilte die indische Nestlé-Tochter im November 2017 zu einer Geldstrafe von umgerechnet 70'000 Dollar.
Anfang 2024 wurde bekannt, dass Nestlé Waters um die Lebensmittelsicherheit aufrechtzuerhalten u. a. bei den Mineralwässern Henniez, Perrier und Vittel verbotene Aufbereitungsmethoden nutzte. Foodwatch hatte deswegen Klage gegen Nestlé und den französischen Konzern Sources Alma eingereicht. Ein Untersuchungsausschuss im französischen Parlament warf der Regierung vor, die Vorgänge zunächst verheimlicht zu haben. So hatte der Konzern die zuständigen Behörden über die Qualität des Wasser informiert, erhielt jedoch die Genehmigung zu dessen Behandlung.

### Unterstützung der belarussischen Diktatur
Besonders seit der erzwungenen Landung der Ryanair-Maschine 2021 steht Nestlé in der Kritik, mit der Ausstrahlung von Werbung auf den meistgesehenen belarussischen Sendern wie z. B. Belarus 1, ONT oder dem Hauptstadtfernsehen STV die Propagandamaschine des Diktators Aljaksandr Lukaschenka zu unterstützen. Der Staatssender ONT sendete unter anderem ein Interview mit dem gefangenen Blogger Raman Pratassewitsch, einige Tage nach seiner Festnahme. Er hatte dabei Flecken auf dem geschwollenen Gesicht und Wunden an den Handgelenken. Auch andere vermeintliche «Geständnisse» gefangener Oppositioneller wurden im Staatsfernsehen gezeigt. In den Haftanstalten ist Folter verbreitet.
Nestlé zählt zu den grössten Werbekunden der regimetreuen TV-Sender in Belarus. Der Leiter der Oppositionsgruppe «Nationales Anti-Krisenmanagement» sagte dem Tages-Anzeiger: «Wir sind überrascht, dass Nestlé die Vorgänge in Belarus ignoriert und weiterhin in den staatlichen Medien wirbt […] Wir sehen darin […] die Unterstützung terroristischer Propaganda.»
Gretta Fenner, Direktorin des Basel Institute on Governance, sagte: «Spätestens nach dem Verhängen solcher Sanktionen kann ein Unternehmen nicht mehr behaupten, dass es nichts gewusst habe.» Wenn Nestlé weiterhin für Werbung in staatlichen Fernsehkanälen bezahle, nehme Nestlé in Kauf, dass damit Menschenrechtsverletzungen finanziert werden könnten. Auf eine Nachfrage des Redaktionsnetzwerks Deutschland teilte der Konzern mit: «Im Rahmen einer regelmäßigen Überprüfung unserer Aktivitäten haben wir nun unser Werbebudget in Weißrussland deutlich reduziert.»

### Verhalten gegenüber der russischen Diktatur
Während des russischen Überfalls auf die Ukraine 2022 folgte Nestlé nicht den Sanktionen und Boykotten einer Vielzahl von internationalen Firmen in Russland. Damit erntete der Konzern Kritik. So gab es beispielsweise die Aufforderung der Ukraine an Nestlé, sich aus Russland zurückzuziehen. Der ukrainische Präsident Wolodymyr Selenskyj nannte Nestlé beispielhaft für westliche Unternehmen, denen er «Profitdurst» vorwarf.
Nestlé entgegnete im März 2022, dass sie aufgrund ihrer rund 7000 Angestellten in sechs Fabriken in Russland tätig bleibe. Kommerzielle Überlegungen würden keine Rolle spielen, Nestlé habe den Import und Export von Lebensmitteln – ausser einiger Grundnahrungsmittel – gestoppt. Die Investitionen und Werbeaktivitäten seien ausgesetzt. Dennoch ist Nestlé nach wie vor auf dem russischen Markt vertreten.
Im Dezember 2022 kündigte Nestlé an, eine Nudelfabrik in der Westukraine zu bauen. Die 40 Millionen investierten Franken seien laut Nestlé auch ein Beitrag zur Stützung der ukrainischen Wirtschaft.

### Regierungsnähe
Im Juni 2019 lobte Julia Klöckner, damals Bundesministerin für Ernährung und Landwirtschaft im Kabinett Merkel IV, Nestlé für die Reduzierung des Salz-, Fett- und Zuckergehalts seiner Nahrungsmittel. In dem Video dazu trat sie mit dem Chef von Nestlé Deutschland, Marc-Aurel Boersch, auf. Hintergrund war eine sogenannte Reduktions- und Innovationsstrategie, die das Bundeskabinett 2019 verabschiedet hatte. In zukünftigen Rezepturen von Nestlé-Produkten wird diese Strategie des Bundes berücksichtigt. Klöckner und Nestlé wurden für die Aktion kritisiert. Klöckner habe ein Werbevideo für Nestlé gedreht.
Marketingprofessor Sascha Raithel urteilte, Nestlé profitiere von dieser – wenn auch negativen – Publicity; Nestlé sei ein PR-Coup gelungen.

### Umgang mit Gewerkschaften und anderen Nichtregierungs-Organisationen
In Kolumbien werden Nestlé Repressionen gegen Gewerkschaften vorgeworfen.
Der Sprecher der kolumbianischen Gewerkschaft der Beschäftigten in der Lebensmittelindustrie Sinaltrainal sagte 2002: «Nestlés Fabriken sind organisiert wie Lager der staatlichen Sicherheitsorgane, um Terror in der örtlichen Gemeinschaft zu verbreiten, den Zusammenhalt der Arbeiter zu zerstören, Gewerkschaftsmitglieder mittels Desinformationen gegen ihre Anführer auszuspielen und die Bewegung zu brechen.»
Mehrere kritische Nestlé-Gewerkschafter wurden ermordet. Im März 2012 reichten das in Berlin ansässige Europäische Zentrum für Verfassungs- und Menschenrechte (ECCHR) und Sinaltrainal gemeinsam Strafanzeige gegen die Konzernleitung ein. Sie warfen Nestlé vor, den Mord an dem kolumbianischen Gewerkschafter Luciano Romero mitverursacht zu haben.
Die zuständigen Staatsanwaltschaften in den Kantonen Zug und Waadt eröffneten aber kein Strafverfahren, wogegen die Kläger beim Schweizer Bundesstrafgericht Berufung einlegten.
Im Januar 2013 wurde Nestlé zusammen mit Securitas vom Bezirksgericht Lausanne wegen «unerlaubter Infiltration» bei der globalisierungskritischen Organisation Attac zur Zahlung eines Schmerzensgeldes an zwei Aktivistinnen von jeweils 3000 Franken verurteilt.
Nestlé hatte eine Attac-Arbeitsgruppe, die an einem kritischen Buch über Nestlé arbeitete, von 2003 bis 2005 von einem Maulwurf der Securitas überwachen lassen. Der Fall war im Juni 2008 vom Fernsehsender TSR in der Sendung Temps présent aufgedeckt worden.

## Film
- Peter Krieg: Flaschenkinder. Dokumentarfilm. 26 min, 1975, Silbermedaille International Festival Science & Technology, Tokyo 1976.
- Urs Schnell: Bottled Life – Nestlés Geschäfte mit dem Wasser. Dokumentarfilm, 90 min, 2012, Verleih FRENETIC FILMS AG, Zürich.[201][202]